# Parque Alfredo Volpi
O Parque Alfredo Volpi é um parque localizado no bairro de Cidade Jardim, distrito do Morumbi, na zona oeste da cidade brasileira de São Paulo e Prefeitura Regional do Butantã.
Inaugurado em 1966 como Bosque do Morumbi, funciona em um terreno doado à Prefeitura de São Paulo em 1949, onde antes havia uma grande fazenda produtora de chá.
Possui uma área de 142.432 m². Foi criado visando a preservação ambiental por meio de uma significativa área remanescente de vegetação do Domínio da Mata Atlântica inserido no tecido urbano.
Conta com uma rica fauna e flora, além de três lagos, alimentados por uma nascente natural, playground, estacionamento, bebedouros, bicicletário, monjolo, mesas, bancos, sanitários, aparelhos de ginástica, trilha natural (1500 metros) e pistas de cooper (1000 e 1500 metros).
Alfredo Volpi foi um pintor modernista conhecido por suas obras com figurinhas e casarões.